# Гваякове дерево
Гваякове дерево (Guaiacum L.) — рід квіткових рослин родини парнолистових (Zygophyllaceae).

## Види
Рід містить 5 видів:
- Guaiacum angustifolium Engelm.  — Техас, Північно-Східна Мексика
- Guaiacum coulteri A.Gray  — Західна Мексика, Гватемала
- Guaiacum officinale L.  — Карибський регіон, північ Південна Америка
- Guaiacum sanctum L. (Гваякове дерево священне)  — Південна Флорида, Багамські острови, Південна Мексика, Центральна Америка, Антильські острови
- Guaiacum unijugum Brandegee  (Північно-Західна Мексика[4][5][6]